# Park Narodowy Hunsrück-Hochwald
Park Narodowy Hunsrück-Hochwald (niem. Nationalpark Hunsrück-Hochwald) – jeden z 16 parków narodowych na terenie Niemiec, w paśmie górskim Hunsrück, na terenie krajów związkowych Nadrenii-Palatynatu i Saary. Park Narodowy Hunsrück-Hochwald jest najmłodszym parkiem w Niemczech, otwarty został 1 marca 2015 r.

## Położenie parku
Powierzchnia parku narodowego to 102,3 km², z czego 9,86 km² położonych jest na terenie Saary. Geograficznie park znajduje się w zachodniej części gór Hunsrück, a dokładniej w ich części zwanej Idarwald i Schwarzwälder Hochwald (zwykle określany tylko jako Hochwald). Obszar ten obejmuje częściowo gminy związkowe Hermeskeil (powiat Trier-Saarburg), Thalfang am Erbeskopf (powiat Bernkastel-Wittlich), Birkenfeld i Herrstein (powiat Birkenfeld), a w całości gminy Morbach (powiat Bernkastel-Wittlich), Nonnweiler i Nohfelden (powiat St. Wendel). Enklawami są miejscowości Börfink, Muhl, Thranenweier i Hujetsägemühle.

## Flora i fauna
Niskie pasma górskie są prawie całkowicie pokryte lasem bukowym i jodłami, które stanowią bardzo ważne siedlisko dla gatunków potrzebujących dużej przestrzeni, takich jak żbik i jeleń. Część regionu zajmują torfowiska. Rozkładające się drzewa są idealnym środowiskiem dla mieszkańców dziupli, takich jak dzięcioł czarny, sowa włochatka czy też nocek Bechsteina.